# Островский, Геннадий Владимирович
Геннадий Владимирович Островский (30 июля 1950 года — 8 декабря 2002 года) — российский поэт, член Союза писателей России, автор многочисленных поэтических сборников.

## Биография
Родился в селе Майна Майнского района Горьковской области. Родители: мать — Островская Анна Ивановна, служащая; отец — Островский Владимир Ильич, ветеран Великой Отечественной войны.
В 1953 году вместе с родителями переехал в Белгород, учился в средней школе № 35. В 1967 году окончил десятилетку и поступил в Белгородский политехнический институт (филиал Всесоюзного заочного политехнического института). Проучился в нём два года.
В 1969 году был призван в ряды Советской Армии. Прослужил три года на Краснознаменном Черноморском Флоте. В 1972 году был уволен в запас в звании старшего матроса. С 1972 по 1980 годы работал аппаратчиком на Белгородском витаминном комбинате, пожарным, бетонщиком треста «Белгородстрой», литконсультантом газеты «Ленинская смена». Заочно окончил Литературный институт им. А. М. Горького.
Стихи писать начал со школьной скамьи. Публиковался во флотской газете «Флаг Родины» (г. Севастополь), «Крымский комсомолец», в заводской многотиражке «Луч», в журналах «Октябрь», «Огонек», «Пограничник», «Подъём», в «Литературной России», в областной печати, в коллективных сборниках «Приметы» (Центрально-Чернозёмное книжное издательство, Воронеж, 1975) и антологии молодой русской советской поэзии «Молодые голоса» (издательство «Художественная литература», Москва, 1981). Детские стихи в разное время публиковались циклами в журнале «Костер» (Ленинград).
В 1979 году был участником 7-го Всесоюзного совещания молодых писателей. В том же году был приглашен на литературный вечер, посвященный юбилею журнала «Октябрь», где выступал со своими стихами. В 1980 году участвовал во Всесоюзном семинаре молодых поэтов, пишущих для детей и подростков (Ленинград).
Член Союза писателей СССР с декабря 1983 года.